# Ченгелькёй
Ченгелькёй (тур. Çengelköy) — махалле в районе Ускюдар города Стамбул (Турция), расположенный на азиатском берегу пролива Босфор, между махалле Бейлербейи и Кулели. Он представляет собой преимущественно жилой район. Многие особняки были построены там ещё в османский период.
С VI века порт, существовавший на территории нынешнего Ченгелькёя, носил название Софьянаи из-за дворца, построенного в его окрестностях византийским императором Юстином II для своей супруги Элии Софии.
Ченгелькёй переводится с турецкого языка как «якорное село», но происхождение этого названия неясно. Согласно одной из версий район был назван в честь османского адмирала XIX века Ченгелоглу Тахир-паши, для которого там был построен особняк на берегу моря (ялы). Кроме того, в Ченгелькёе есть улица Ченгелоглу. По другой версии слово ченгель происходит от персидского слова ченкар («краб»), что связано с обилием морепродуктов в тамошних водах Босфора. В османском документе XVI века вероятно этот район упоминается как «якорное село» (тур. Çenger köyü).
Мировую известность Ченгелькёю принесли местные маленькие огурцы, которые когда-то выращивались в этом районе, а ныне их растят в Кандыре.
Открытый на территории Ченгелькёя в 2015 году Культурный и спортивный центр Мехмета Чакыра, включающий в себя шесть крытых бассейнов, является крупнейшим спортивным комплексом в азиатской части Стамбула.
На холме в Ченгелькёе расположился павильон Вахдеттин, также известный как павильон Ченгелькёй, служащий официальной резиденцией президента Турции, а также государственным гостевым домом.
В Ченгелькёе действует школа, относящаяся к лицею Tarabya British Schools. 